# La Roche-sur-Yon
La Roche-sur-Yon /la ʁɔʃ syʁ jõ/ è un comune francese di 55 737 abitanti capoluogo del dipartimento della Vandea nella regione dei Paesi della Loira.

## Toponimi
Il toponimo La Roche-sur-Yon deriva dalla posizione della città costruita su una roccia, non lontano dal fiume Yon che l'attraversa. In latino è menzionata nei documenti come Rocha super Oionis fluvium, Rocha super Oium e Roca super Yon nell'XI secolo, apud Rocam Castrum (n riferimento a un castello) nel 1128.
Caso unico in Europa, La Roche-sur-Yon ha mutato nome otto volte in meno di settant'anni:
- La Roche-sur-Yon, prima del 1804;
- Napoléon, sotto il Primo Impero (dal 1804 al 1814);
- La Roche-sur-Yon, per una quindicina di giorni nel 1814;
- Bourbon-Vendée, durante la Restaurazione (dall'aprile del 1814 all'aprile del 1815)[4] in riferimento alla Casa dei conti di Bourbon-Montpensier;
- Napoléon, durante i Cento giorni (dall'aprile del 1815 al giugno del 1815);
- Bourbon-Vendée, durante la Seconda Restaurazione e la Monarchia di luglio dal giugno del 1815 al 1848;
- Napoléon, durante la Seconda repubblica (dal 1848 al 1852);
- Napoléon-Vendée, durante il Secondo impero (dal 1852 al 1870);
- La Roche-sur-Yon, dopo il 1870.

## Società

### Evoluzione demografica
Abitanti censiti

## Amministrazione

### Gemellaggi
- Gummersbach, dal 1968
- Coleraine, dal 1980
- Cáceres, dal 1982
- Drummondville, dal 1982
- Tizi-Ouzou, dal 1989
- Burg, dal 2005

La città inoltre aderisce alla Federazione Europea delle Città Napoleoniche, associazione di cui è co-fondatice insieme ad Ajaccio.